# Microdontomerus annulatus
Microdontomerus annulatus är en stekelart som först beskrevs av Maximilian Spinola 1808.  Microdontomerus annulatus ingår i släktet Microdontomerus och familjen gallglanssteklar. Inga underarter finns listade i Catalogue of Life.